# تمرد الشرطة العربية
تمرد الشرطة العربية كانت معركة خلال ثورة 14 أكتوبر حيث تمرد الجنود العرب والشرطة ضد القوات البريطانية. في حين تم توطين التمرد نفسه وقمعه بسرعة، فقد قوض اتحاد الجنوب العربي الذي نظمته بريطانيا في عام 1959 كخليفة للحكم الاستعماري المباشر.

## خلفية
في عام 1962، أصبحت مستعمرة عدن تتمتع بالحكم الذاتي جزئيًا، قبل أن يتم دمجها في اتحاد الجنوب العربي في العام التالي. بالإضافة إلى الوحدات البريطانية، تم حماية عدن والأراضي النائية التي تشكل المحمية من قبل عدد من الوحدات المعينين محليًا تحت قيادة ضباط بريطانيين وعرب. في 1 يونيو 1967 تم دمج هؤلاء لتشكيل الجيش العربي الجنوبي. منذ عام 1931، كانت قوة درك تسمى شرطة عدن المسلحة مسؤولة عن الحفاظ على النظام في عدن نفسها.
بحلول عام 1967، أصبحت العلاقات بين الإدارة البريطانية المتبقية والسكان العرب في عدن متوترة بشكل متزايد في أعقاب حرب الأيام الستة. مع انتظار الانسحاب البريطاني من عدن، انتشرت المشاعر القومية والقلق على مستقبلهم بين أفراد وحدات الجيش والشرطة المعينين محليًا التي نظمها البريطانيون. وقد تفاقم ذلك بسبب إيقاف ثلاثة كولونيلات عرب عن العمل. تنافست مجموعتان قوميتان متنافستان: الجبهة القومية للتحرير وجبهة تحرير جنوب اليمن المحتل على النفوذ بين سكان عدن بشكل عام. أصبح ولاء الجيش والشرطة الأصليين لكل من الاتحاد والضباط البريطانيين المتبقين غير مؤكد.

## التمرد
في صباح يوم 20 يونيو 1967، تمرد الجنود العرب من جيش الجنوب العربي بإضرام النار في ثكناتهم. ثم هاجموا شاحنة تقل رجالًا من السرب 60، مما أسفر عن مقتل ثمانية من الجنود. ثم هاجم المتمردون معسكر ردفان وقتلوا جنديا وشرطيين وموظف حكومي.
قامت القوات البريطانية من فوج الحدود الملكية الخاصة بالملك وحرس الملكة دراغون في وقت لاحق بقمع تمرد الجيش. ومع ذلك، امتدت الاضطرابات إلى الشرطة المسلحة في عدن التي استولت على ثكناتها في منطقة كريتر في عدن وأطلقت النار من النوافذ على دورية عابرة مكونة من مركبتين لاندروفر تحملان القوات البريطانية، مما أسفر عن مقتل الجميع باستثناء جندي شاب هو فوسيليير جون ستوري، الذي فر إلى مبنى سكني قريب واحتجز رهينة عائلة لمدة 3 ساعات حتى وصل الدعم. ثم شرعت الشرطة المسلحة، مع مقاتلين قوميين مسلحين، في تطهير كريتر. قُتل 24 شخصًا، من بينهم 17 جنديًا بريطانيًا، في سلسلة اشتباكات منفصلة على مدار اليوم.

## إعادة احتلال منطقة كريتر وما بعدها
في 3 يوليو 1967، أعاد أرغيل وسذرلاند هايلاندر الذين وصلوا حديثًا احتلال كريتر وظلوا مسيطرين على المنطقة لمدة خمسة أشهر متبقية حتى الانسحاب البريطاني النهائي من عدن. في 7 نوفمبر / تشرين الثاني، احتشد الجيش العربي، الذي أعيد تسميته الآن بالقوات المسلحة العربية لجنوب اليمن المحتل، إلى الجبهة القومية في حرب أهلية قصيرة مع جبهة تحرير جنوب اليمن. بعد انتصار الجبهة القومية، أصبح الجيش العربي والشرطة المسلحة القوات المسلحة النظامية لجمهورية اليمن الديمقراطية الشعبية المستقلة حديثًا.
تكمن أهمية التمرد في تأثيره المباشر، الذي اقتصر على جزء من مدينة عدن نفسها وتم احتواؤه بسرعة، بدرجة أقل في توضيح لهشاشة اتحاد الجنوب العربي. كان الغرض منه أن يكون تجمعًا محافظًا من مستعمرة التاج والاتحاد الداخلي للحكام المحليين، ولم يكن بإمكان الاتحاد أن يأمل في النجاة من انسحاب القوات البريطانية.

## روابط خارجية
- "تمرد الشرطة العربية" في حروب بريطانيا الصغيرة
- ثورة أكتوبر في موقع أرجيلس